# Giovanni Caccia-Piatti
Giovanni Caccia-Piatti (ur. 8 marca 1751 w Novarze, zm. 15 września 1833 tamże) – włoski kardynał.

## Życiorys
Urodził się 8 marca 1751 roku w Novarze, jako syn Carla Emmanuele Caccia-Piattiego i Giuseppy Caccia-Piatti. W młodości został referendarzem Trybunału Obojga Sygnatur, relatorem Świętej Konsulty i audytorem generalnym Kamery Apostolskiej. 8 marca 1816 roku został kreowany kardynałem diakonem i otrzymał diakonię Santi Cosma e Damiano. W latach 1823–1825 był kameringiem Kolegium Kardynałów, a od 1826 – prefektem Trybunału Sygnatury Łaski. Zmarł 15 września 1833 roku w Novarze.